# Shannon, Mississippi
Shannon är en ort i Lee County i delstaten Mississippi, USA.